# Blues Breakers with Eric Clapton
Blues Breakers With Eric Clapton (DERAM LK4804) is een muziekalbum van John Mayall's Bluesbreakers met Eric Clapton uitgebracht op 22 juli 1966.
Dit album, ook wel het Beano-album genoemd, naar het stripblad waarin Eric Clapton verdiept is, is de doorbraak van een van de invloedrijkste bluesbands uit de Britse muziekgeschiedenis, John Mayall's Bluesbreakers. De blazers zijn John Almond, Alan Skidmore en Derek Healy. Het album staat op nummer 195 in de lijst van The 500 Greatest Albums of All Time van het muziekblad Rolling Stone. 
De LP was oorspronkelijk in mono opgenomen, maar decennia later is er een stereo CD versie uitgebracht.

## Bandleden
- John Mayall - zang/piano/orgel/harmonica
- Eric Clapton - zang/gitaar
- John McVie - basgitaar
- Hughie Flint - drums

## Tracklist
| Nr. | Titel                    | Schrijver(s)                 | Duur |
| --- | ------------------------ | ---------------------------- | ---- |
| 1.  | All Your Love            | Willie Dixon, Otis Rush      | 3:36 |
| 2.  | Hideaway                 | Freddie King, Sonny Thompson | 3:17 |
| 3.  | Little Girl              | Mayall                       | 2:37 |
| 4.  | Another Man              | Mayall                       | 1:45 |
| 5.  | Double Crossing Time     | Clapton, Mayall              | 3:04 |
| 6.  | What'd I Say/Day Tripper | Ray Charles/Lennon-McCartney | 4:29 |

| 7.                 | Key to Love         | Mayall         | 2:09 |
| 8.                 | Parchman Farm       | Mose Allison   | 2:24 |
| 9.                 | Have You Heard      | Mayall         | 5:56 |
| 10.                | Ramblin' on My Mind | Robert Johnson | 3:10 |
| 11.                | Steppin' Out        | James Bracken  | 2:30 |
| 12.                | It Ain't Right      | Walter Jacobs  | 2:42 |
| Totale duur: 37:06 |                     |                |      |

## Trivia
- De Gibson Les Paul-sunburst die Clapton op dit album gebruikte werd in 1966 gestolen en geldt (samen met o.a. Paul McCartneys in 1969 verdwenen eerste vioolbas) nog altijd als een van de meest iconische vermiste instrumenten waar menig muziekblad-artikel aan is besteed. Clapton zegt nooit meer zo’n goede Les Paul in handen te hebben gehad. Claptons gitaarkeuze zou bijdragen aan de populariteit van de in 1961 uit productie genomen Les Paul-serie die daarom sinds 1968 weer wordt gebouwd.